# 大日本翼賛壮年団
大日本翼賛壮年団（だいにほんよくさんそうねんだん、旧字体：大日本翼贊壯年團）は、第二次世界大戦中の1942年に結成された大政翼賛会の傘下団体の1つ。翼賛壮年団とも呼ばれる。略称は「翼壮」。

## 概要
1942年（昭和17年）1月、結成された。本部は東京市麹町区霞が関3丁目1番地。
軍務局から兵務局に対し、連隊区司令官から在郷軍人会各分会に対し、在郷軍人を翼壮に入団するよう要望させよ」という要求があったが、兵務局長の田中隆吉は、「個人が自由意志で入るのは差し支えないが、命令や要望は軍人の政治関与につながる」と拒否している。

## 組織
団則により、本部及び本部企画委員会が置かれ、全国には地方団、 道府県団、郡市団、町村団、六大都市団、同区団、道府県団幹部協議会、分団班が組織された。運営指定団設定要綱や訓練基本要綱が編纂された。

## 活動
主な活動内容は次のものであった。
- 翼賛選挙貫徹運動（閣議決定、内務省、壮年団実施要綱）
- 市町村会議員選挙対策（内務省、会及団連名通牒、団実施要綱）
- 当選せる団関係者ノ指導
- 農村責任協力態勢確立運動
- 配給消費翼賛体制ニ関する活動
- 文書活動整備強化方策
- 健民運動（国民健康保険組合設立）
- 生活翼賛体制の確立

### 翼賛選挙活動
同年4月の第21回衆議院議員総選挙（翼賛選挙）では推薦候補への支援活動を行う一方、非推薦候補に対して激しい選挙干渉を行うなど、行動隊的な役割を果たした。翼壮が暗躍した長野県においては、推薦候補の当選率が100％となった。

## 国民義勇隊への統合
1945年（昭和20年）3月23日閣議決定「国民義勇隊に関する件」及び4月13日閣議決定「状勢急迫せる場合に応ずる国民戦闘組織に関する件」が公布されたのち、国民義勇隊はいついかなる時でも即座に戦闘に動員される団体となった。
大日本翼賛壮年団は、同年6月13日に解散して国民義勇隊に統合された。6月22日には、国民義勇兵役法が公布された。国民義勇戦闘隊員に関する陸軍刑法等の適用に関する法律案も検討されていた。